# 劉春堂
劉春堂（1860年代—？），直隸省河間府肅寧縣人，清朝政治人物、同進士出身。

## 生平
光緒二十九年（1903年），参加光緒癸卯科殿試，登進士三甲第151名。同年閏五月，著交吏部掣签分发各省，以知县即用。其弟劉春霖，為末科狀元。